# دوغلاس هيل
دوغلاس هيل هو كاتب وصحفي وكاتب للأطفال كندي، ولد في 6 أبريل 1935 في مانيتوبا في كندا، وتوفي في 21 يونيو 2007.